# Death Rap
| Оценки критиков | Оценки критиков |
| Источник        | Оценка          |
| --------------- | --------------- |
| Laut.de         | [ 1 ]           |
| NOW Toronto     | [ 2 ]           |
| RapReviews      | 6.5/10          |
| Stylus Magazine | D+              |
| The Observer    | [ 5 ]           |

«Death Rap» — пятый сольный студийный альбом американского рэпера Некро, выпущенный 11 сентября 2007 года на собственном независимом музыкальном лейбле Psycho+Logical-Records. Пластинка была полностью спродюсирована самим Некро, в которой приглашёнными артистами выступили его старший брат Илл Билл, Адам Джэксон, Брайан Фэир, М-р Хайд, Рэй Адлер, Харли Флэнаган, Марк Мортон, Стив ДиДжорджио, Майк Смит, Скотт Иэн и Дэвид Эллефсон.

## Список композиций
Вся музыка написана Некро.
| №                   | Название                                                                                                  | Автор(ы)                                               | Длительность |
| ------------------- | --- | ------------------------------------------------------ | ------------ |
| 1.                  | «Creepy Crawl»                                                                                            | Рон Браунштейн                                         | 2:05         |
| 2.                  | «No Remorse»                                                                                              | Р. Браунштейн                                          | 3:30         |
| 3.                  | «Some Get Back (Revenge)»                                                                                 | Р. Браунштейн                                          | 2:18         |
| 4.                  | «Belligerent Gangsters» (при участии Харли Флэнаган)                                                      | Р. Браунштейн                                          | 2:31         |
| 5.                  | «Suffocated To Death By God's Shadow» (при участии Майк Смит, Стив ДиДжорджио, Марк Мортон и Брайан Фэир) | Р. Браунштейн, Майк Смит, Стив ДиДжорджио, Марк Мортон | 4:10         |
| 6.                  | «Mutilate The Beat»                                                                                       | Р. Браунштейн                                          | 2:10         |
| 7.                  | «Keep On Driving»                                                                                         | Р. Браунштейн                                          | 4:47         |
| 8.                  | «Technician Of Execution»                                                                                 | Р. Браунштейн                                          | 2:22         |
| 9.                  | «Keeping It Real» (при участии Адам Джэксон)                                                              | Р. Браунштейн                                          | 3:23         |
| 10.                 | «Exploitation» (при участии М-р Хайд)                                                                     | Р. Браунштейн, Christopher Catenacci                   | 1:28         |
| 11.                 | «As Deadly As Can Be» (при участии Илл Билл)                                                              | Р. Браунштейн, Уильям Браунштейн                       | 1:58         |
| 12.                 | «Evil Rules» (при участии Скотт Иэн, Дэвид Эллефсон и Рэй Адлер)                                          | Р. Браунштейн, Скотт Иэн                               | 2:09         |
| 13.                 | «Forensic Pathology»                                                                                      | Р. Браунштейн                                          | 1:23         |
| 14.                 | «Portrait Of A Death Rapper»                                                                              | Р. Браунштейн                                          | 2:58         |
| Общая длительность: | Общая длительность:                                                                                       | Общая длительность:                                    | 37:12        |

### Список семплов
Примечание: информация об использованных сэмплах представлена с сайта WhoSampled.com, так как отсутствует в официальных источниках (физических и электронных вариантах данных альбома)
- В песне «Creepy Crawl» были использованы элементы «Pyar Sikha Doon» Латы Мангешкар и отрывки из интервью Чарльза Мэнсона 1969 года.
- В песне «No Remorse» были использованы элементы «Dies Irae Psichedelico» Эннио Морриконе.
- В песне «Belligerent Gangsters» были использованы элементы «Métamorphose Démentielle» Патрика Васори и «Sweating Bullets» трэш-метал группы «Megadeth».
- В песне «Keep On Driving» были использованы элементы заглавной музыкальной темы из психологического фильма ужасов «Свиньи» 1973 года.
- В песне «Technician Of Execution» были использованы элементы «Labyrinthe» композиторов Gilles-Luc Laurent и Jean-Patrick Voindrot.
- В песне «As Deadly As Can Be» были использованы элементы «Verso L’ignoto» Фабио Фрицци.
- В песне «Forensic Pathology» были использованы элементы «Blues Para Un Cosmonauta» Чиво Борраро.
- В песне «Portrait Of A Death Rapper» были использованы элементы «Portrait» американской рок-группы «Coven».

## Участники записи
- Рон Браунштейн — автор песен и вокалист, ритм-гитара и клавишные на 5, гитары и бас на 9, музыкальный продюсер, микширование
- Харли Флэнаган — вокалист на 4
- Брайан Фэир — вокалист на 5
- Адам Джэксон — вокалист на 9
- Christopher «М-р Хайд» Catenacci — автор песни и вокалист на 10
- Уильям Браунштейн — автор песни и вокалист на 11
- Рэй Адлер — вокалист на 12
- Марк Мортон — автор песни и гитарист на 5
- Стив ДиДжорджио — автор песни и басист на 5
- Майк Смит — автор песни и барабанщик на 5
- Эллиотт Томас — клавишные на 9, микширование, аудио инженер
- Скотт Иэн — автор песни и гитарист на 12
- Дэвид Эллефсон — бас на 12
- Чарльз дэ Монтэбэлло — мастеринг звукозаписей

## Еженедельные чарты
| Чарт (2007)                            | Высшая позиция |
| -------------------------------------- | -------------- |
| США (Billboard Independent Albums)     | 43             |
| США (Billboard Top Heatseekers Albums) | 13             |